# Kawingasaurus
Kawingasaurus es un género extinto de terápsido dicinodonto del Pérmico. Es un miembro de la familia Cistecephalidae y al igual que otros cistecefálidos se cree que pudo haber sido fosorial.